# Harvest (альбом)
Harvest — четвёртый студийный альбом канадского автора-исполнителя Нила Янга, выпущенный 14 февраля 1972 года на Reprise Records. В записи принял участие Лондонский симфонический оркестр, а также такие музыканты, как Дэвид Кросби, Грэм Нэш, Линда Ронстадт, Стивен Стиллз и Джеймс Тейлор.

## Об альбоме
Harvest является наиболее успешной в коммерческом плане работой Нила Янга. Пластинка возглавила чарты США, Великобритании, Нидерландов и Норвегии и получила сертификат четырежды платинового диска от Американской ассоциации звукозаписывающих компаний и трижды платинового — от Британской ассоциации производителей фонограмм. Два сингла из этого альбома «Old Man» и «Heart of Gold» заняли соответственно 31-е и первое места в хит-параде Hot 100 журнала Billboard. Harvest стал самым продаваемым альбомом 1972 года в США.
Несмотря на высокий уровень продаж альбома, не все оценки критиков были благоприятны. Отрицательный отзыв был опубликован в Rolling Stone, где Джон Мендельсон назвал альбом разочарованием. The Gazette (Montreal) дал альбому смешанные отзывы, назвав его неловким в некоторых местах, но похвалил интересные лирические выделения, например: «Are You Ready for the Country?"». Более поздние оценки альбома были гораздо более позитивными, в 1998 Q (журнал) провел голосование среди читателей, и большинство проголосовало за альбом как за лучший канадский альбом всех времен. В 1996, 2000 и 2005, журнал «Диаграмма» провел опрос среди читателей, чтобы определить 50 лучших канадских альбомов всех времен, во всех трех опросах Harvest занял второе место, уступив в 2000 году «Blue» Джони Митчелл и «Twice Removed» Sloan в двух других опросах. Альбом в дальнейшем был признан одной из классических работ Нила Янга. В 2003 году он занял 78-е место в списке «500 величайших альбомов всех времён». В книге Боба Мерсеро The Top 100 Canadian Albums 2007 года он был назван лучшим канадским альбомом.

## Список композиций
Слова и музыка всех песен — написаны Нилом Янгом.
| №   | Название                           | Длительность |
| --- | ---------------------------------- | ------------ |
| 1.  | «Out on the Weekend»               | 4:34         |
| 2.  | «Harvest»                          | 3:11         |
| 3.  | «A Man Needs a Maid»               | 4:05         |
| 4.  | «Heart of Gold»                    | 3:07         |
| 5.  | «Are You Ready for the Country?»   | 3:23         |
| 6.  | «Old Man»                          | 3:24         |
| 7.  | «There’s a World»                  | 2:59         |
| 8.  | «Alabama»                          | 4:02         |
| 9.  | «The Needle and the Damage Done»   | 2:03         |
| 10. | «Words (Between the Lines of Age)» | 6:40         |

## Позиции в хит-парадах
Годовые чарты:
| Чарт (1972)                        | Позиция |
| ---------------------------------- | ------- |
| США (Billboard Top Popular Albums) | 1       |